# Landonia latidens
Landonia latidens är en fiskart som beskrevs av Eigenmann och Henn, 1914. Landonia latidens ingår i släktet Landonia och familjen Characidae. Inga underarter finns listade i Catalogue of Life.